# Клон Grand Theft Auto
Игра-клон Grand Theft Auto или просто GTA-клон — поджанр приключенческого боевика с открытым миром, чьи игры выделяются особой схожестью с серией игр Grand Theft Auto, как в плане игрового дизайна, так и игрового процесса. Суть в этих играх сводится к тому, чтобы изучать открытый игровой мир, добывать оружие, разъезжать на украденных транспортных средствах и в целом выполнять миссии, связанные с вождением и стрельбой. Иногда там могут присутствовать мини-игры для лучшей реиграбельности. Тематика миссий, как правило, связана с темой преступности, насилия, наркотиков, откровенно сексуального контента и прочих спорных тем.
Хотя подобный поджанр зародился ещё в 1980-х годах в приключенческих играх с открытым миром, популярных в Европе, первой действительно коммерчески успешной игрой стала Grand Theft Auto 1997 года выпуска, доказав востребованность среди аудитории криминальной тематики. Однако данный поджанр в его окончательном виде определила феноменально успешная игра Grand Theft Auto III, по подобию которой стало появляться множество других игр с открытым миром о транспорте и оружии. Для GTA-клонов свойственно уделять особое внимание проработке окружающей среды и искусственного интеллекта неигровых персонажей.
Определение «GTA-клон» считается спорным, так как подразумевает негативную коннотацию. Некоторые игровые жанры в прошлом также определялись как клоны, например платформеры, вначале назывались клонами Donkey Kong, a шутеры от первого лица — клонами Doom. Аналогично предлагается GTA-клоны называть играми-песочницами, хотя это не совсем корректно, так как песочница — более обобщающий жанр, не обязательно подразумевающий возможность коллекционировать оружие и угонять машины — ключевые особенности игр Grand Theft Auto.

## Определение
«GTA-клон» — игра, относящаяся к игровому жанру, впервые представленному в его современном виде в игре Grand Theft Auto III 2001 года выпуска, где игрок может управлять любым транспортным средством, стрелять из оружия и исследовать открытый игровой мир. Так как вышеописанные элементы не принято рассматривать, как отдельный игровой жанр, подобные игры чаще всего называют трёхмерными приключенческими боевиками или шутерами от третьего лица. Подобные игры эксплуатируют тему насилия и преступности, хотя есть исключения, например The Simpsons Hit & Run или Scrapland с рейтингами для подростков.

### Альтернативы
Само определение «GTA-клон» некоторыми игровыми журналистами признаётся предвзятым или даже оскорбительным, так как данный термин ставит знак равенства между игрой c похожим игровым процессом с истинным клоном — игрой, зачастую примитивной и некачественной имитацией GTA, созданной лишь для извлечения выгоды из успеха серии Grand Theft Auto. На волне успеха серии было создано множество истинных клонов, особенно для мобильных устройств. Тем не менее термин «GTA-клон» зачастую употребляется в нейтральном контексте для описания игрового жанра, а не подражающей подделки.
Игры жанра «GTA-клон» также называют «играми с открытым миром» (англ. open world game), или «играми-песочницами» (англ. sandbox game), тем не менее эти жанры слишком обобщающие. Например Metroid 1986 года выпуска также можно назвать игрой с открытым миром. Помимо GTA, в качестве прообраза игрового жанра принято считать и игру Body Harvest несмотря на их явные жанровые отличия между собой. Определение «открытый мир», как синоним «GTA-клона» критикуется за то, что оно может грубо говоря включать любые игры с открытым миром и открытым дизайном уровней, например игры о супергероях Spider-Man 2 или The Incredible Hulk: Ultimate Destruction.
Игровые журналисты предлагали названия для жанра, сформированного играми Grand Theft Auto, объединяя критерии открытого мира, гонок и криминальной тематики, например «криминальная игра» (англ. crime game), «криминальная приключенческая игра» (англ. crime-based action game) или предложенное редакцией CNN — «гангста» (англ. gangsta). Также предлагались такие названия для жанра, как приключенческая игра со свободным перемещением (англ. free roaming action adventure game), игра «гонка-шутер» (англ. driving-and-shooting game) или гибрид приключенческой гонки (англ. driving action hybrid).

## Игровой дизайн

### Гонки и шутер
Одна из главных особенностей игрового процесса «GTA-клонов» — возможность управлять угнанными транспортными средствами. Как правило это автомобили, мотоциклы, также это могут быть вертолёты, лодки, самолёты или военный транспорт . Как правило больший выбор транспортных средств гарантирует игре и лучшие отзывы. Помимо гонок по дороге, игроки могут использовать транспортные средства, как оружие, тараня им врагов, другие объекты или повреждая транспорт, пока он не взорвётся. В некоторых играх с помощью транспортных средств можно выполнять трюки, включая элементы симулятора вождения, некоторые игры также позволяют настраивать внешность собственного транспорта.
Игроки могут учувствовать в боях, пользуясь различными видами оружия в зависимости от внутриигрового сеттинга, это могут быть огнестрельные оружия, взрывчатые вещества, оружия рукопашного боя или даже более фантастическое устройства, например лазерное оружие или ручной пулемёт. На этом основании «GTA-клоны» часто называются шутерами от третьего лица. Игрок может находить оружие, разбросанное по всему игровому миру, покупать во внутриигровых магазинах или же добывать, как трофей у убитых врагов. Игрок может напасть практически на любого неигрового персонажа, хотя излишняя агрессия чревата последствиями, например игрового персонажа попытается поймать полиция, против которой игрок может сражаться, или же убежать. Требуется постоянно следить за своим показателем здоровья и боеприпасами, чтобы преуспеть в бою.
Подобные игры при использовании огнестрельного оружия предлагают разные способы прицеливания, например управление мышкой или с помощью фиксации кнопкой. Некоторые игры критиковались за излишне сложные и обременительные элементы управления, связанные со стрельбой.

### Открытый мир и миссии
«GTA-клоны» всегда позволяют исследовать открытые игровые миры, представленные как правило в виде города и окрестностей. Иногда эти города копируют реальные — в таких случаях чаще всего это Лондон, Нью-Йорк или Лос-Анджелес. Игровой персонаж может передвигаться пешком или на транспортном средстве. Некоторые игры также позволяют игровому персонажу лазать, прыгать или даже плавать. Исследовать мир требуется не только для выполнения игровых миссий, но и для поиска ценных предметов, оружия и транспортных средств. Разные участки игрового мира как правило контролируются вражескими фракциями, которые будут разными способами пытаться захватить или убить игрового персонажа. Более поздние представители данного игрового жанра также позволяют игроку заполучать собственную территорию. Свободное перемещение по зачастую огромному игровому миру часто запутывает и дезориентирует новичков. Для решения подобной проблемы, разработчики создавали разные удобные средства навигации. Почти каждая игра предлагает мини-карты для ориентации в пространстве, а игры Saints Row и Grand Theft Auto IV даже предлагали виртуальный GPS. Игру как правило критикуют, если она не предлагает удобные инструменты навигации.
Часто некоторые области остаются недоступными для игрока, пока он не выполнит определённые задания или не пройдёт основные игровые миссии. Часто они требуют устраивать гонки, заниматься слежкой, курьерской доставкой, грабежом, перестрелкой, убить кого-то или успешно добраться до определённой контрольной точки. Часто игра предлагает несколько способов решения той или иной задачи, так как сама игра ориентирована на нелинейное прохождение, поощряя у игрока логику и творческую свободу. Завершение миссии позволяет продвигаться в основной сюжетной линии или открывает доступ к новым миссиям. Если игрок наоборот провалит миссию, он как правило может возобновить игру на точке сохранения, до начала миссии. Часто подобные игры также предлагают и побочные миссии, позволяющие добывать особые награды или редкие предметы. Большое количество побочных миссий повышает реиграбельность игры. Часто «GTA-клоны» также включают разнообразные мини-игры, например кольцевые гонки. В конечном счёте игроку не обязательно проходить основную сюжетную линию, сосредоточившись на свободном изучении игрового мира.

## История

### Происхождение
Несмотря на ассоциацию игрового жанра с серией Grand Theft Auto, игры, в той или иной степени попадающие под определение этого жанра стали появляется ещё задолго до возникновения знаменитой франшизы. Принято считать, что первой подобной игрой была Mercenary 1985 года выпуска, позволяя свободно исследовать трёхмерный игровой мир. Однако если эту игру можно причислить к жанру лишь отдалённо, гораздо ближе к нему подошла игра The Terminator 1991 года выпуска, позволяя не только свободно исследовать обширный город, но и стрелять в гражданских и угонять машины.
Тем не менее прообразом жанра «GTA-клона» до GTA принято считать игру Hunter 1991 года выпуска, представившую полностью трёхмерную графику, обширный игровой мир, наполненный разнообразными миссиями. Игра позволяла как перемещаться пешком, так и угонять разнообразный транспорт.
Rockstar Games, ещё в то время известная, как DMA Design занималась разработкой игр с открытым игровым миром, начиная с первой Grand Theft Auto 1997 года выпуска, которая однако была двухмерной, но уже тогда позволяла угонять автомобили и стрелять из различного оружия, выполняя миссии. Grand Theft Auto 2 была создана схожим образом. Независимый от GTA проект от DMA Design — Body Harvest для Nintendo 64 стал первой полностью трёхмерной игрой и первым для разработчиков опытом переноса многих концепций игрового дизайна из GTA-игр в трёхмерный мир. Body Harvest предлагала открытый мир, возможность управлять разными транспортными средствами и нелинейные миссии с побочными квестами. Позже игровые журналисты называли эту игру «GTA в космосе», существованию которой обязана Grand Theft Auto III. Дэн Хаузер, вице-президент Rockstar также утверждал, что разработчики частично вдохновлялись трёхмерными играми серии Mario и Zelda.
В 1999 студией Angel Studios (позже ставшей частью Rockstar) была выпущена игра Midtown Madness, во многом похожая на будущую Grand Theft Auto с открытым миром, однако это была линейная игра, не позволяющая свободно перемещаться пешком и угонять машины. Данная игра в итоге положила начало франшизе Midnight Club. В ноябре 2000 года вышла игра Driver 2, предлагавшая открытый игровой мир, возможность свободно перемещаться, угонять транспорт, хотя насилие было ограничено кат-сценами.
Выпущенная в 2001 году Grand Theft Auto III использовала игровой процесс из двух предыдущих игр серии, но переместив его в трёхмерный мир, предложив помимо полной свободы перемещения и беспрецедентное разнообразие миссий и мини-игр. Игра стала сенсацией, затмив своими продажами две предыдущие игры и оказав сильное влияние на дальнейшее развитие игровой индустрии, став самой влиятельной игрой со времён выпуска Doom в 1993 году, предложив новый подход к дизайну игровых уровней. Поэтому именно Grand Theft Auto III принято считать первооткрывателем жанра или его первым истинным представителем. Именно по образу этой игры и затем её сиквелов стали создаваться остальные игры, попадающие под определение «GTA-клона».

### Дальнейшее развитие
Одна из первых игр, которую поспешили сравнить с Grand Theft Auto III была Mafia: The City of Lost Heaven, выпущенная в 2002 году. При этом игру хвалили за то, что она переняла лучшие элементы игрового дизайна из GTA III.
Выпущенное в 2002 году продолжение GTA III — Vice City предлагало более обширный игровой мир и возможность изучать внутренние интерьеры в более, чем 60 зданиях. К озвучиванию игры привлекали голливудских актёров, например Рэя Лиотту. Вскоре были выпущены игры с похожим игровым процессом, например The Getaway . The Simpsons Hit & Run в 2003 году объединила игровой жанр с мультипликационной тематикой, а игра True Crime: Streets of LA позволила управлять полицейским. На этом фоне участилась критика компьютерных игр за их излишнюю жестокость.
Несмотря на многочисленные попытки подражания, ни одной игре так и не удалось превзойти игры GTA по своему качеству и успеху. Выпущенная в 2004 году San Andreas предлагала открытый мир с уже тремя городами, позволяла настраивать внешность игрового персонажа, его транспорта, а также соревноваться за территорию, сражаясь с конкурирующими бандами. Успех серии GTA также обеспечивал успех и её побочным играм — Liberty City Stories (2005), Vice City Stories (2006) и двухмерной Grand Theft Auto Advance для приставки Game Boy Advance. В целом выпущенные в тот момент компьютерные игры, попадающие под определение «GTA-клона» предлагали более сложный и разнообразный игровой процесс, нежели шутеры от первого лица или гоночные игры, при этом в периоды долгого отсутствия выхода очередной Grand Theft Auto, доходы от продаж «GTA-клонов» снижались. Только в 2006 году было выпущено вдвое меньше подобных игр, нежели в 2005 году. «GTA-клоны» также выпускались для мобильных устройств, в первую очередь студией Gameloft, в частности серия игр Gangstar.
С появлением игровых приставок седьмого поколения, таких как PlayStation 3 или Xbox 360, стали выходить «GTA-клоны» второго поколения, например Saints Row (2006) или Crackdown (2007). Последняя игра примечательна тем, что к её разработке причастен Дэвид Джонсон, работавший над первой Grand Theft Auto. Эта игра предлагала открытый мир с возможностью играть за персонажа со сверхспособностями в полуфутуристической обстановке. Между тем, выпущенные в 2006 году игры The Godfather: The Game и Scarface: The World Is Yours впервые объединили формулу GTA со вселенными из известных кинофраншиз. Тем не менее ни одной из вышеперечисленных игр не удалось перейти планку, установленную серией GTA. Выпущенная в 2008 году Grand Theft Auto IV выделялась своим ещё большим и детализированным окружением, а также переосмыслила игровой процесс. Игра побила новые рекорды по продажам, Rockstar распродала рекордное количество копий за 24 часа. С момента зарождения жанра, более поздние игры предлагали всё более обширные игровые локации, больше миссий и больший выбор транспортных средств. Выпущенная в 2020 году студией CD Projekt игра Cyberpunk 2077 также эксплуатировала формулу GTA, но сделав основным местом действия футуристический город в эстетике киберпанка.
Rockstar переосмыслила жанр снова в 2010 году, представив Red Dead Redemption, но переместив основное событие из города в просторы дикого запада, а вместо машин — позволяя кататься на лошадях и повозках. Формула GTA использовалась и при разработке игр, предназначенных для младшей аудитории, например Lego City Undercover (2013).